# Philip Hanson

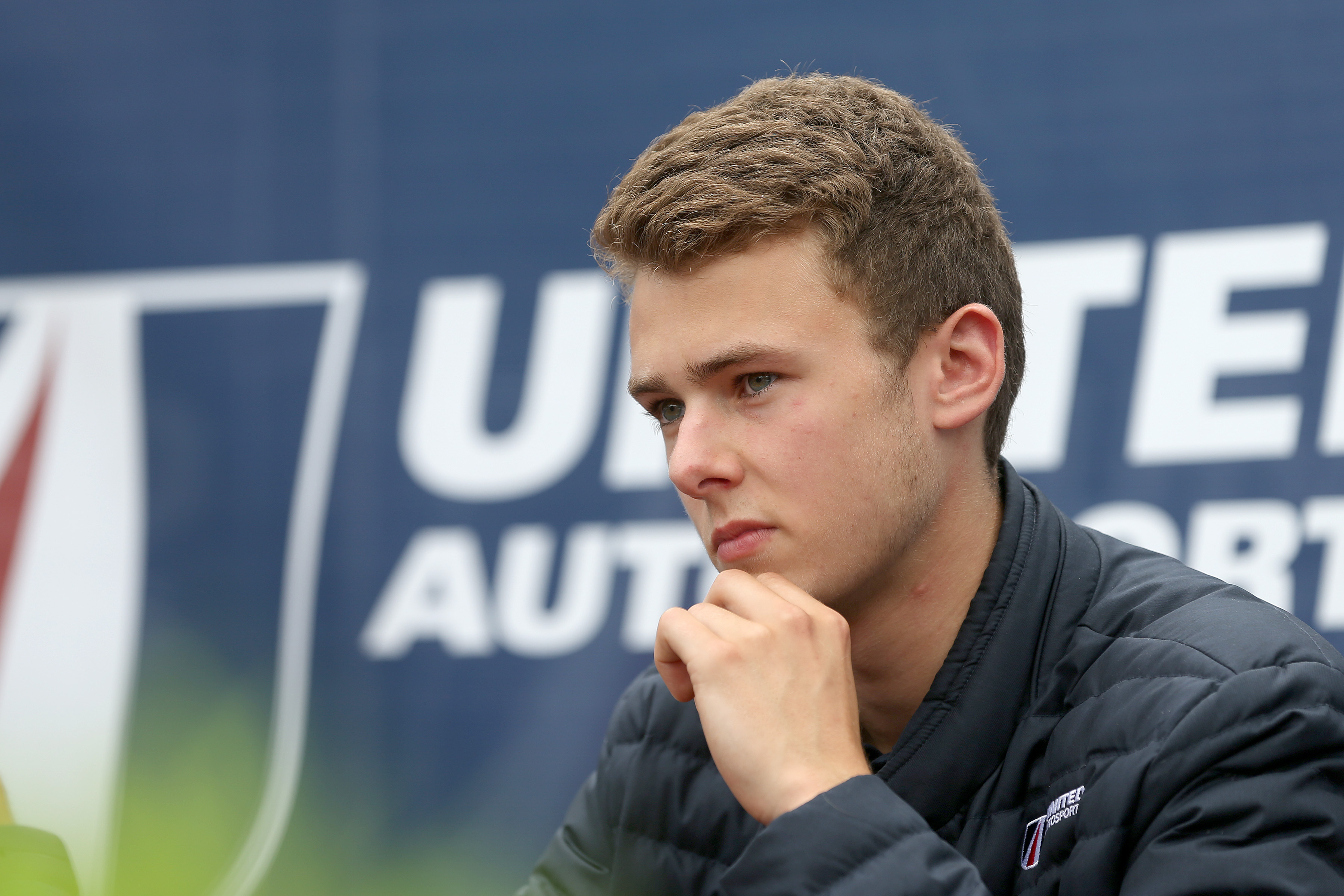
Philip Hanson 2018

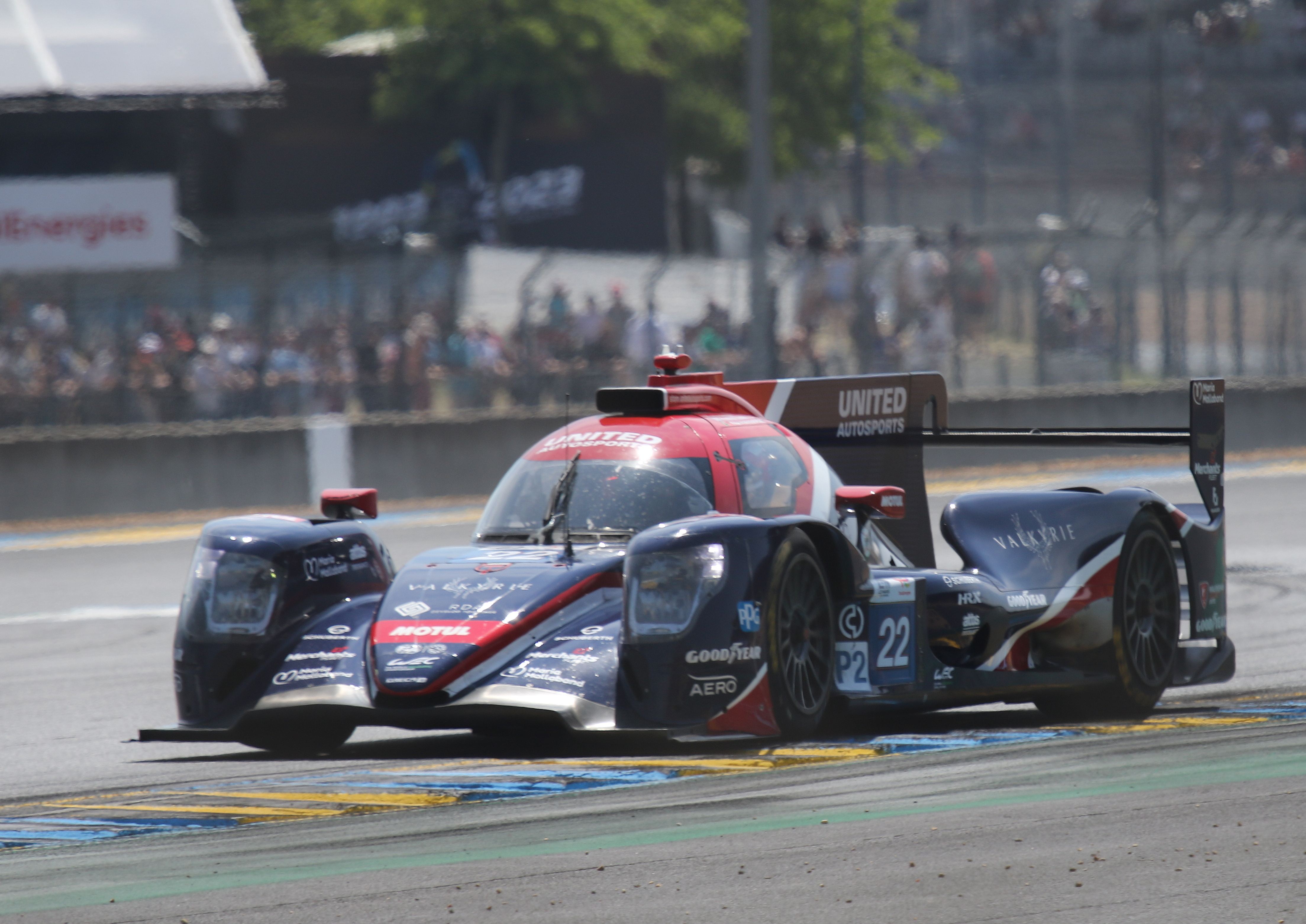
Der von Philip Hanson beim 24-Stunden-Rennen von Le Mans 2023 gefahrene Oreca 07

Philip Peter „Phil“ Hanson (* 5. Juli 1999 in London) ist ein britischer Autorennfahrer.

## Karriere als Rennfahrer
Philip Hanson war schon im Alter von 15 Jahren als Rennfahrer aktiv. Er fuhr in Großbritannien Kartrennen und gewann 2015 die Super 1 National Junior X30 Championship. Im Unterschied zu Vielen jungen Fahrerkollegen wandte sich Hanson ohne Monopostorennen gefahren zu sein, sofort nach der Kartzeit dem GT- und Sportwagensport zu.
Nach einem ersten Einsatz in der britischen GT-Meisterschaft ging er 2016 für Tockwith Motorsports in der Asian Le Mans Series. Daneben startete er für das Team im GT3 Le Mans Cup. Die Asian Le Mans Series 2016 endete im Frühjahr 2017 und Hanson sicherte sich mit Partner Nigel Moore im Ligier JS P3 den Gesamtsieg in der LMP3-Klasse. 2017 fuhr er einen Ligier JS P217 in der European Le Mans Series und gab sein Debüt beim 24-Stunden-Rennen von Le Mans. Mit seinen 18 Jahren war er der jüngste Starter in der Le-Mans-Geschichte er sich im Schlussklassement platzieren konnte. Gemeinsam mit Karun Chandhok und Nigel Moore wurde er Gesamtelfter.
2018 debütierte er mit einem fünften Endrang beim 12-Stunden-Rennen von Sebring und startete für sein neues Team United Autosports erneut in Le Mans. Nach einem Unfall von Teamkollegen Paul di Resta konnte er das Rennen nicht beenden.

## Statistik

### Le-Mans-Ergebnisse
| Jahr | Team                  | Fahrzeug       | Teamkollege        | Teamkollege     | Platzierung            | Ausfallgrund |
| ---- | --------------------- | -------------- | ------------------ | --------------- | ---------------------- | ------------ |
| 2017 | Tockwith Motorsports  | Ligier JS P217 | Karun Chandhok     | Nigel Moore     | Rang 11                |              |
| 2018 | United Autosports     | Ligier JS P217 | Filipe Albuquerque | Paul di Resta   | Ausfall                | Unfall       |
| 2019 | United Autosports     | Ligier JS P217 | Filipe Albuquerque | Paul di Resta   | Rang 9                 |              |
| 2020 | United Autosports     | Oreca 07       | Filipe Albuquerque | Paul di Resta   | Rang 5 und Klassensieg |              |
| 2021 | United Autosports USA | Oreca 07       | Filipe Albuquerque | Fabio Scherer   | Rang 40                |              |
| 2022 | United Autosports USA | Oreca 07       | Filipe Albuquerque | Will Owen       | Rang 14                |              |
| 2023 | United Autosports     | Oreca 07       | Filipe Albuquerque | Frederick Lubin | Rang 21                |              |
| 2024 | Hertz Team Jota       | Porsche 963    | Oliver Rasmussen   | Jenson Button   | Rang 9                 |              |
| 2025 | AF Corse              | Ferrari 499P   | Robert Kubica      | Ye Yifei        | Gesamtsieg             |              |

### Sebring-Ergebnisse
| Jahr | Team                   | Fahrzeug       | Teamkollege         | Teamkollege       | Platzierung | Ausfallgrund     |
| ---- | ---------------------- | -------------- | ------------------- | ----------------- | ----------- | ---------------- |
| 2018 | United Autosports      | Ligier JS P217 | Alex Brundle        | Paul di Resta     | Rang 5      |                  |
| 2024 | JDC–Miller MotorSports | Porsche 963    | Tijmen van der Helm | Richard Westbrook | Ausfall     | Kraftübertragung |

### Einzelergebnisse in der FIA-Langstrecken-Weltmeisterschaft
| Saison  | Team                 | Rennwagen      | 1   | 2   | 3   | 4   | 5   | 6   | 7   | 8   | 9   |
| ------- | -------------------- | -------------- | --- | --- | --- | --- | --- | --- | --- | --- | --- |
| 2017    | Tockwith Motorsports | Ligier JS P217 | SIL | SPA | LEM | NÜR | MEX | AUS | FUJ | SHA | BAH |
| 2017    | Tockwith Motorsports | Ligier JS P217 |     | DNF | 11  | DNF |     |     |     |     |     |
| 2018/19 | United Autosports    | Ligier JS P217 | SPA | LEM | SIL | FUJ | SHA | SEB | SPA | LEM |     |
| 2018/19 | United Autosports    | Ligier JS P217 |     | DNF |     |     |     |     |     | 9   |     |
| 2019/20 | United Autosports    | Oreca 07       | SIL | FUJ | SHA | BAH | AUS | SPA | LEM | BAH |     |
| 2019/20 | United Autosports    | Oreca 07       | DNF | 6   | 8   | 4   | 4   | 4   | 5   | 6   |     |
| 2021    | United Autosports    | Oreca 07       | SPA | POR | MON | LEM | BAH | BAH |     |     |     |
| 2021    | United Autosports    | Oreca 07       | 4   | 6   | 3   | 40  | 7   | 7   |     |     |     |
| 2022    | United Autosports    | Oreca 07       | SEB | SPA | LEM | MON | FUJ | BAH |     |     |     |
| 2022    | United Autosports    | Oreca 07       | 10  | 7   | 14  | 23  | 11  | 10  |     |     |     |
| 2023    | United Autosports    | Oreca 07       | SEB | POR | SPA | LEM | MON | FUJ | BAH |     |     |
| 2023    | United Autosports    | Oreca 07       | 8   | 11  | 11  | 21  | 16  | 12  | 20  |     |     |
| 2024    | Jota                 | Porsche 963    | KAT | IMO | SPA | LEM | SAO | AUS | FUJ | BAH |     |
| 2024    | Jota                 | Porsche 963    | DNF | 11  | DNF | 9   | 7   | 10  | 6   | 7   |     |
| 2025    | AF Corse             | Ferrari 499P   | KAT | IMO | SPA | LEM | SAO | AUS | FUJ | BAH |     |
| 2025    | AF Corse             | Ferrari 499P   | 2   | 4   | 30  | 1   | 8   |     |     |     |     |